# ثمود (حضرموت)
ثمود (به عربی: ثمود) یک منطقهٔ مسکونی در یمن است که در استان حضرموت واقع شده‌است.